# Presidentsippssläktet
Presidentsippssläktet (Jeffersonia) är ett växtsläkte i familjen Berberisväxter. Släktet innehåller två arter, en från Nordamerika och en från östra Asien. Båda odlas som trädgårdsväxter.